# Метод Уолта Диснея
Техника (метод) Уолта Диснея — методика креативности, которая проводится в форме ролевой игры, в которой участники рассматривают поставленную задачу с трёх точек зрения: творческой, реалистичной и критической. Названа в честь американского мультипликатора Уолта Диснея. Автором методики является Роберт Б. Дилтс. Метод известен также в нейролингвистическом программировании (НЛП) как стратегическая модель НЛП. Описана в 4 главе книги Роберта Дилтса «НЛП: управление креативностью».

## Техника применения
Метод может использоваться как индивидуально, так и в группе. В варианте группового применения участники занимают позиции трех ролей. 
До выполнения упражнения полезно обозначить цель, либо контекст (бизнес, работа, личная жизнь, досуг и т.д.), в котором нужны улучшения. 
- Мечтатель играет роль творческого человека, энтузиаста, который предлагает разнообразные, даже нереальные варианты решения проблемы. Обычно используется визуальная система, при индивидуальном консультировании человека просят отбросить все границы, проявить фантазию, не придерживаться никаких условий. Образы могут быть сказочными, фантастическими.
- Реалист занимает трезвую и прагматичную позицию и предлагает как структурировать, спланировать работу и определяет какие шаги нужны для реализации решений проблемы. Реалист действует так «как если бы» осуществление мечты было возможно, и концентрируется на формулировании серии последовательных приближений действий, необходимых для достижения цели.
- Критик пытается оценить ценность идей, находит ошибки в предложенном и идентифицирует слабые места в предыдущих предложениях. Процесс критической оценки для техники Диснея подразумевал отделение себя от проекта и более отстраненный «второй взгляд» на ситуацию с точки зрения аудитории или клиентов. «Критик» стремится избежать проблем и гарантировать качество за счет логического применения различных уровней критериев и проверки того, как функционирует продукт в рамках различных сценариев «что, если».

Во время ролевой игры участники могут циклически изменять свои роли и продолжать обсуждение проблемы до тех пор, пока решение не будет найдено. Обычно требует три цикла для нахождения оптимального решения, составления плана.
Р.Дилтс усовершенствовал технику и ввел кроме трёх указанных ролей роль нейтрального наблюдателя (эксперта). С позиции нейтрального описания и постановки задачи можно начинать применение всей методики, а затем также завершать процесс поиска решения нейтральным подводом итога. 
Техника Уолта Диснея работает с задачами развития креативности, как и техника шести шляп, предложенная Эдвардом де Боно. Достоинство техники Уолта Диснея в том, что она компактна.